# Макс Дальбан
Макс Дальбан (фр. Max Dalban, рожденный Рене Ансельм Юэ фр. René Anselme Юэ; 27 мая 1908, Париж, Франция — 9 февраля 1958) — французский актер.

## Биография
Рене Ансельм Юэ родился 27 мая 1908 года в Париже. Сын Корентен Юэ (фр. Corentin Huet) и Луизы Анжель Жоффрион (фр. Louise Angèle Geoffrion).
Умер 9 февраля 1958 года.